# Edwin Grünholz
Edwin Grünholz (L'Aia, 15 agosto 1969) è un allenatore di calcio, ex calciatore ed ex giocatore di calcio a 5 olandese.

## Carriera
Con la Nazionale maschile di calcio a 5 dei Paesi Bassi, Grünholz ha disputato l'European Futsal Tournament 1996 concluso dai tulipani al sesto - e ultimo - posto, sufficiente però alla qualificazione al campionato mondiale. Nel FIFA Futsal World Championship 1996 la selezione arancione è giunta al secondo turno nel girone comprendente  Brasile,  Ucraina ed Uruguay. La sua ultima partecipazione a una manifestazione internazionale è stato l'Europeo del 2005 in cui i Paesi Bassi hanno mancato l'approdo alle semifinali. 